# Przegub asynchroniczny

Przegub Cardana jako przykład przegubu asynchronicznego

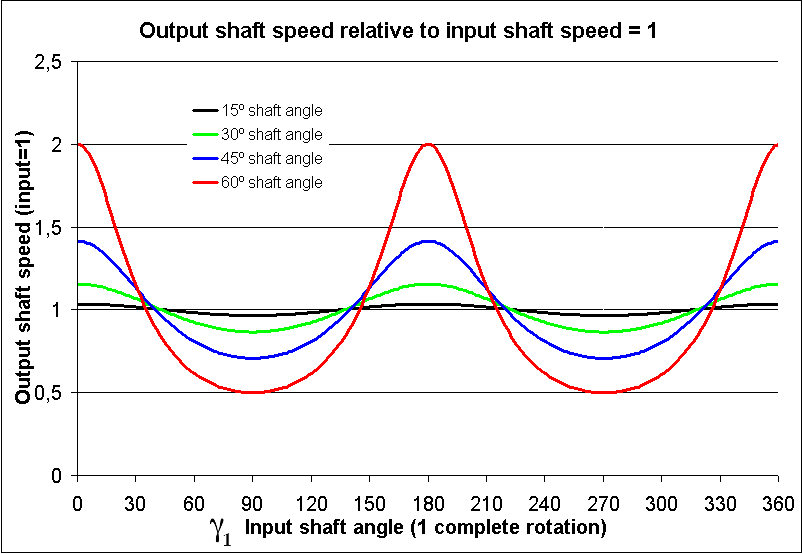
Pulsacje prędkości obrotowej względem wychylenia przegubu

Przegub asynchroniczny, nierównobieżny lub prosty – rodzaj przegubu napędowego, w którym część napędzająca i napędzana obracają się z tą samą prędkością kątową tylko wówczas, jeśli obydwie części leżą dokładnie w tej samej osi. Każde wychylenie przegubu powoduje pulsacje (zwalnianie i przyspieszanie wału wyjściowego) – tym większe, im większe jest wychylenie.
Pulsacje następują co 90 stopni obrotu. Duża zaletą przegubów asynchronicznych jest ich bardzo prosta konstrukcja, szczególnie w porównaniu do przegubów homokinetycznych, które z kolei nie posiadają wady pulsacji przy dowolnym dopuszczalnym wychyleniu przegubu.
| Kąt załamania półosi (stopnie)               | 8 | 10 | 20   | 25   | 30   | 40 |
| -------------------------------------------- | - | -- | ---- | ---- | ---- | -- |
| Amplituda wahań prędkości kątowej (procenty) | 2 | 3  | 12,1 | 19,7 | 28,9 | 54 |

Przykładem przegubu asynchronicznego jest przegub Cardana.